# Guglielmo da Cremona
Guglielmo Amidano, anche  Guglielmo da Cremona o de Villano, (Cremona, 1270 – Novara, 29 gennaio 1356) è stato un vescovo cattolico italiano.

## Biografia
Guglielmo nacque a Cremona attorno al 1270.
Intrapresa la carriera ecclesiastica e ordinato sacerdote, divenne ben presto insegnante di teologia e poi Priore generale dell'Ordine degli Eremitani di Sant'Agostino dal 1326.
Eletto vescovo di Novara da Clemente VI il 17 luglio 1342, si premurò durante il proprio episcopato di riorganizzare il patrimonio della propria diocesi, documentandolo in uno scritto definito in latino Consignationes ancora oggi conservato tra gli atti d'archivio della cattedrale.
Morì il 29 gennaio 1356 a Novara e venne sepolto a Pavia nella Basilica di San Pietro in Ciel d'Oro.